# في أي مكان على الأرض

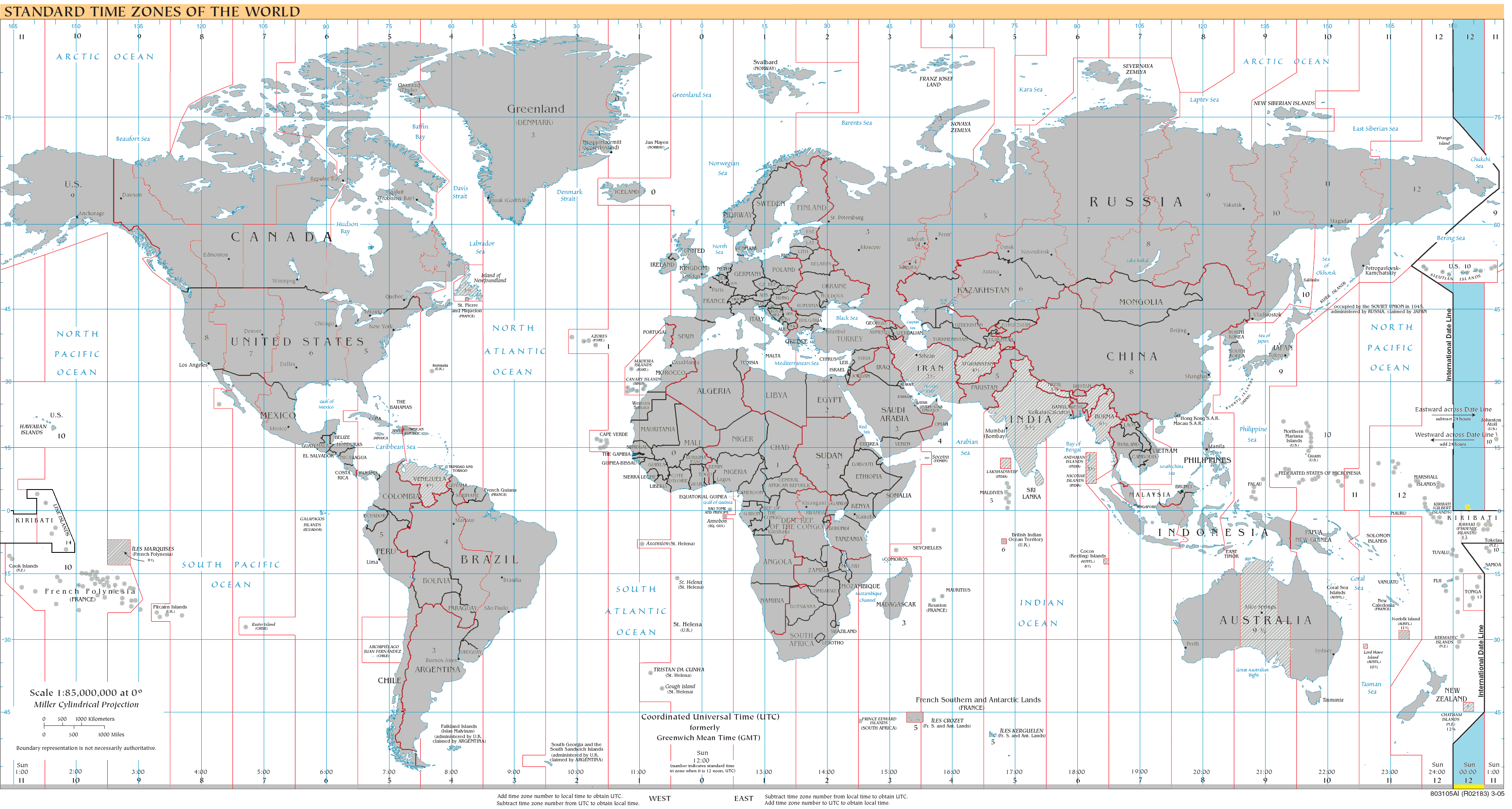
خريطة المناطق الزمنية في العالم، مع تمييز التوقيت العالمي UTC-12.

في أي مكان على الأرض (اختصارًا AoE) هو تقويمٌ مخصص يشير إلى فترةٍ زمنية تنتهي عندما يتنهي تاريخٌ في جميع أرجاء الأرض. آخر موقع على الأرض ينتهي به تاريخ الفترة الزمنية (اليوم) هو جزر هاولاند وبيكر [الإنجليزية] الواقعة في نصف الأرض الغربي من خط التاريخ الدولي في المنطقة الزمنية ت ع م-12:00؛ أي أنَّ اليوم ينتهي في جزيرة هاولاند.
نشأت الاتفاقية من خلال إجراءات اقتراع في IEEE 802.16 [الإنجليزية]. عند هذه النقطة، تحدّدت العديد من المواعيد النهاية للاقتراع في IEEE 802 بنهاية اليوم باستخدام تسمية «في أي مكانٍ على الأرض». وهذا يعني أن الموعد النهائي لا يكون قد انتهى إلا بعد انقضاء اليوم في جميع أرجاء الأرض.
تحدث نهاية "في أي مكان على الأرض" ظهر اليوم التالي حسب التوقيت العالمي المنسق في جزر هاولاند وبيكر، لكونها تقع في منتصف الطرق حول العالم بدءًا من خط الطول الأول وهو خط الطول المرجعي للتوقيت العالمي المنسق. وعليه فإنه بالتدوين القياسي يكون:
ت ع م-12:00 (التوقيت الصيفي: لا يطبق)

## وصلات خارجية
- IEEE 802.16 AOE Deadline Documentation — IEEE802.org
- Time zone names - Internation [sic] Date Line West — WorldTimeZone.com
- AoE – Anywhere on Earth (Standard Time) — TimeAndDate.com